# Teddy Bergqvist
Teddy Bergqvist (sinh ngày 16 tháng 3 năm 1999) là một cầu thủ bóng đá người Thụy Điển. He is currently playing ở vị trí tiền đạo cho Varbergs BoIS theo dạng cho mượn từ Malmö FF.

## Sự nghiệp

### Sự nghiệp câu lạc bộ
Vào ngày 14 tháng 10 năm 2015 Teddy Bergqvist ký hợp đồng học việc tại Malmö FF sau một thập kỷ ở đội trẻ của câu lạc bộ. Một năm sau, vào ngày 1 tháng 10 năm 2016, Bergqvist có màn ra mắt đội một trong chiến thắng 4-2 trước BK Häcken khi anh vào sân từ ghế dự bị thay cho Jo Inge Berget ở phút bù giờ.

## Thống kê sự nghiệp
Tính đến ngày 27 tháng 5 năm 2018.
| Câu lạc bộ          | Mùa giải            | Giải vô địch | Giải vô địch | Cúp     | Cúp       | Châu lục | Châu lục  | Tổng cộng | Tổng cộng |
| Câu lạc bộ          | Mùa giải            | Số trận      | Bàn thắng    | Số trận | Bàn thắng | Số trận  | Bàn thắng | Số trận   | Bàn thắng |
| ------------------- | ------------------- | ------------ | ------------ | ------- | --------- | -------- | --------- | --------- | --------- |
| Malmö FF            | 2016                | 1            | 0            | 0       | 0         | —        | —         | 1         | 0         |
| Malmö FF            | 2017                | 0            | 0            | 0       | 0         | 1        | 0         | 1         | 0         |
| Malmö FF            | Tổng cộng           | 1            | 0            | 0       | 0         | 1        | 0         | 2         | 0         |
| Åtvidabergs FF      | 2017                | 12           | 0            | 0       | 0         | —        | —         | 12        | 0         |
| Åtvidabergs FF      | Tổng cộng           | 12           | 0            | 0       | 0         | 0        | 0         | 12        | 0         |
| Varbergs BoIS       | 2018                | 7            | 2            | 2       | 0         | —        | —         | 9         | 2         |
| Varbergs BoIS       | Tổng cộng           | 7            | 2            | 2       | 0         | 0        | 0         | 9         | 2         |
| Tổng cộng sự nghiệp | Tổng cộng sự nghiệp | 20           | 2            | 2       | 0         | 1        | 0         | 23        | 2         |

## Danh hiệu
Malmö FF
- Allsvenskan: 2016